# La Plongeuse (danse)
Pour les articles homonymes, voir plongeur.
La Plongeuse est une danse de figure qui se pratique entre autres à L'Isle-aux-Coudres dans la région de Charlevoix au Québec.

## Histoire
Marius Barbeau estime que la Plongeuse, à l'instar des danses comme La belle Catherine, Les Foins, La Frégate, les cotillons et les quadrilles, possède des origines françaises. Pierre Chartrand considère que La Plongeuse "pourrait bien être plutôt écossaise par son « dip &
dive », ou américaine, mais rien n’indique une origine française (on n’a jamais
recueilli de contredanse de type whole set en France)." .
Bien qu'il soit difficile de cibler une date d'apparition sur le continent nord-américain, la mention faite par le politicien Charles Laberge dans le court récit « Conte populaire » permet d'affirmer que la plongeuse était dansée et connue au XIXe siècle. En effet, les ethnologues Simonne Voyer estime que la danse découle de celle du Grand-père, un cotillon « nouveau genre » d'origine allemande catalogué par Jean-Michel Guilcher répandu dans la première moitié du XIXe siècle,.

### Au XXe siècle
Diverses versions ont été recueillies dont celle à l'Isle-aux-Coudres entre 1955 et 1959 par Simonne Voyer, dans la municipalité gaspésienne de Paspébiac en 1956 et une variante à quatre couples en carré simple en 1977, à Baie-Saint-Paul dans Charlevoix,,,.
Dans les années 1980, cette tradition se perpétue notamment grâce à la collaboration existante entre les troupes de danse et les établissements d'hébergement coudrilois. L'observation de la danse par Simonne Voyer en 1988 corrobore cette tendance.

### Au XXIe siècle
La plongeuse est toujours pratiquée en 2023 sur l'Isle-aux-Coudres à l'occasion de la fête de la Mi-Carême.

## Description
La plongeuse de l'Isle-aux-Coudres se compose de six figures : l'introduction, la plongeuse, les poussettes ou les tiroirs, les parades, les présentations et la finale. La danse peut être effectuée par un nombre illimité de couples, de préférence entre quatre et huit couples.
Cette version de la Plongeuse peut être à plusieurs égards comparée à la danse du Grand-père, qui elle, comporte neuf figures (la marche, l'engrenage, les tiroirs, la course, la chaîne en ligne, la spirale, les berceaux, les capucins et le saut du mouchoir). Les deux danses partagent la figure des tiroirs et se rejoignent entre la course  et la promenade (un mouvement présent dans l'introduction de la plongeuse).
La plongeuse de l'Isle-aux-Coudres se distingue de celle inventoriée à Baie-Saint-Paul, en 1977. Celle-ci, qui s'effectue avec quatre couples en carré simple, compte six parties dont une introduction, une première figure, une transition, une reprise, une grande reprise puis une finale. Contrairement à la plongeuse de l'Isle-aux-Coudres, cette version introduit des figures comme « la promenade en carré », « la galope » et « les crochets ».